# Christian Alderucci
Christian Alderucci (Bolzano, 3 luglio 1973) è un ex hockeista su ghiaccio italiano.

## Carriera

### Club
Dopo le giovanili e l'esordio in serie A2 nel 1990 con l'HC Latemar, Alderucci passò alla principale squadra cittadina, l'HC Bolzano. Coi biancorossi ha disputato complessivamente dodici stagioni, tutte in massima serie (dal 1992 al 2000, poi la stagione 2001-2002 ed infine il triennio 2003-2006), vincendo cinque scudetti (1995, 1996, 1997, 1998 e 2000), oltre ad un'Alpenliga (1993-1994) ed un Torneo Sei Nazioni (1994-1995).
Ad interrompere questa lunga serie di stagioni nel capoluogo altoatesino solo due parentesi: la prima (2000-2001) in massima serie con l'HC Merano; la seconda (2002-2003) con l'HC Torino in serie A2. La squadra piemontese era all'epoca il farm-team dell'HCJ Milano Vipers, e Alderucci fu chiamato a Milano al posto dell'infortunato Viacheslav Uvaev, e lì si ritagliò un posto per le fasi finali del campionato (poi vinto, sesto titolo personale) e della Continental Cup.
Ha poi chiuso la carriera tornando a Merano, in serie A2, dove ha giocato per due stagioni, dal 2006 al 2008, quando la società si autoescluse dal campionato, iscrivendosi in Serie CU26. Alderucci rimase fermo una stagione, per tornare poi nel 2009-2010, quando la squadra si iscrisse nuovamente alla seconda serie. Ha annunciato il proprio ritiro nel febbraio del 2010.

### Nazionale
Alderucci vanta una presenza con la Nazionale italiana: una partita amichevole di preparazione al campionato del mondo del 1992, disputata ad Alba di Canazei il 18 aprile 1992, contro il TJ Skoda Pilsen.

## Palmarès

### Club
- Campionato italiano: 6

Bolzano: 1994-1995, 1995-1996, 1996-1997, 1997-1998, 1999-2000
Milano Vipers: 2002-2003
- Alpenliga: 1

Bolzano: 1993-1994
- Torneo Sei Nazioni: 1

Bolzano 1994-1995